# Cacia

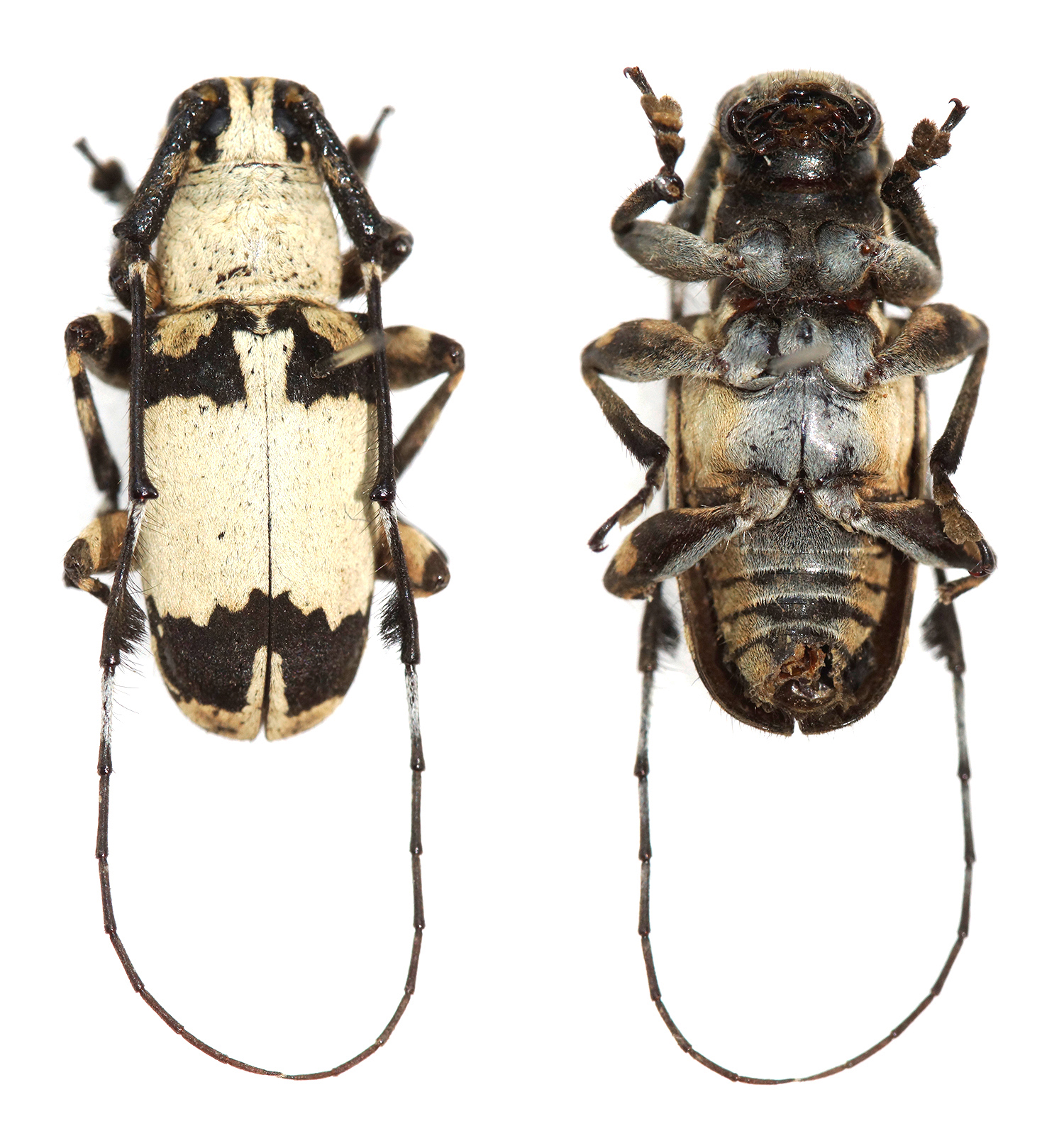
Cacia albicollis

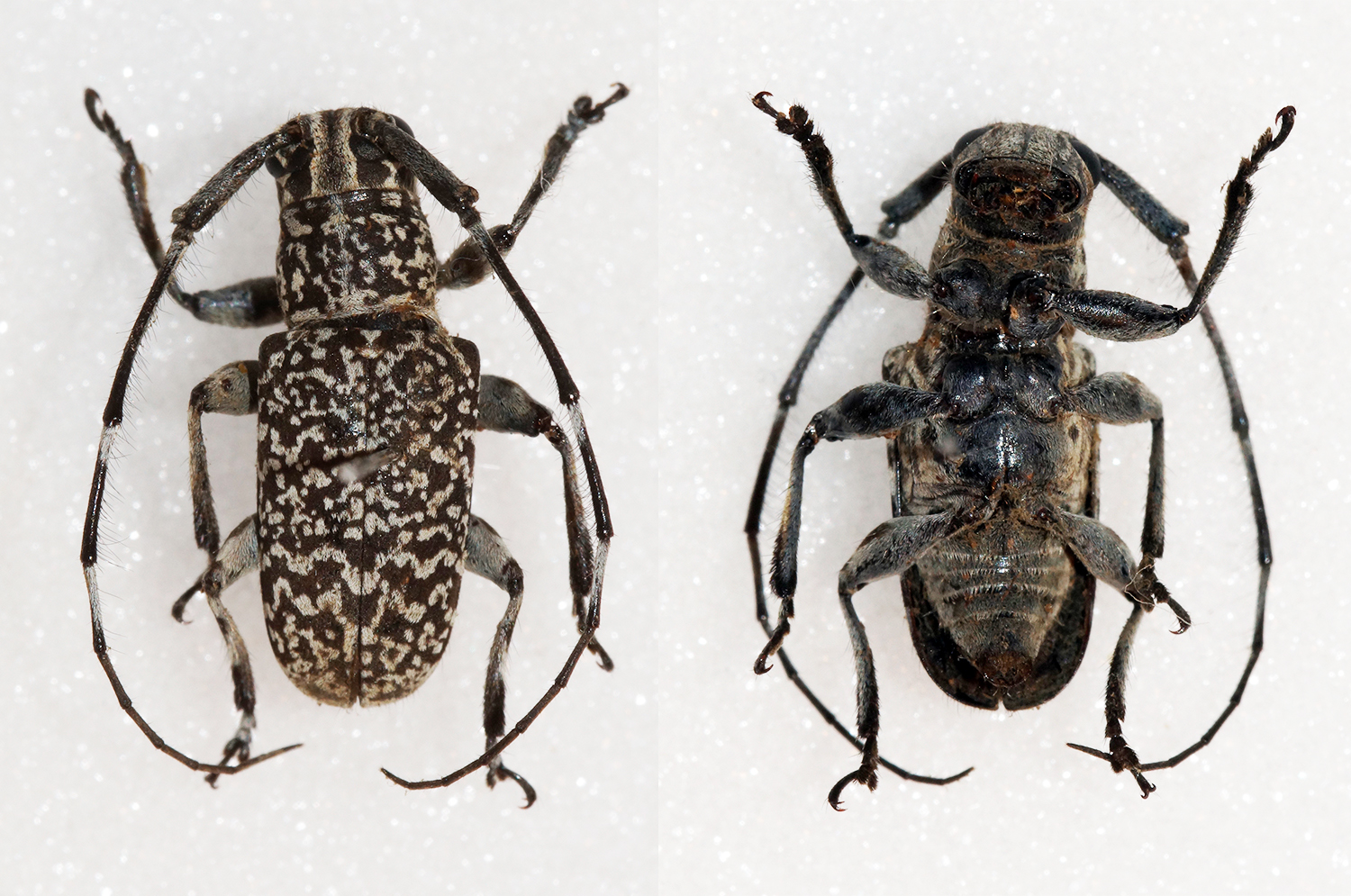
Cacia vermiculata

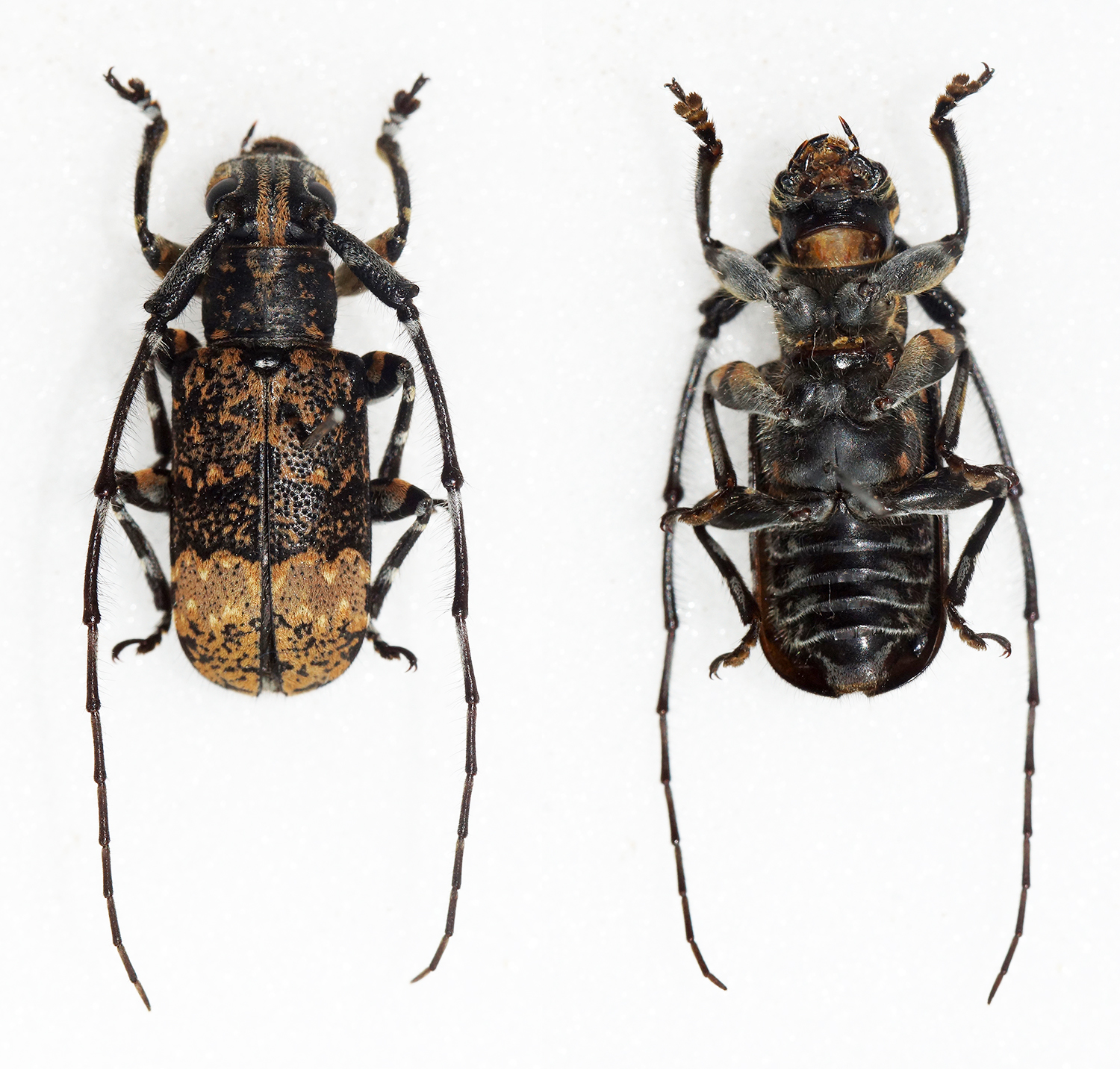
Cacia Cacia lepesmei

Cacia – rodzaj chrząszczy z rodziny kózkowatych i podrodziny zgrzypikowych.

## Zasięg występowania
Przedstawiciele tego rodzaju występują na Subkontynencie Indyjskim, w Azji Wschodniej i Południowo-Wschodniej oraz zachodniej Oceanii.

## Systematyka
Do Cacia należy 127 gatunków i 7 podrodzajów:

- Podrodzaj: Acanthocacia Aurivillius, 1911
  - Cacia bispinosa
  - Cacia collarti
  - Cacia compta
  - Cacia flavoguttata
  - Cacia flavovariegata
  - Cacia grossepunctipennis
  - Cacia guttata
  - Cacia melanopsis
  - Cacia multiguttata
  - Cacia picticornis
  - Cacia salomonum
  - Cacia singaporensis
- Podrodzaj: Cacia Newman, 1842
  - Cacia aeschyae
  - Cacia anancyloides
  - Cacia bioculata
  - Cacia cabrasae
  - Cacia celebensis
  - Cacia confusa
  - Cacia curta
  - Cacia estrellae
  - Cacia evittata
  - Cacia flavobasalis
  - Cacia flavomaculipennis
  - Cacia fruhstorferi
  - Cacia griseovittata
  - Cacia grossepunctata
  - Cacia hebridarum
  - Cacia herbacea
  - Cacia inculta
  - Cacia intermedia
  - Cacia intricata
  - Cacia kaszabi
  - Cacia kinabaluensis
  - Cacia niasica
  - Cacia palawanica
  - Cacia parintricata
  - Cacia proteus
  - Cacia sarawakensis
  - Cacia spinigera
  - Cacia trimaculata
- Podrodzaj: Corethrophora Blanchard, 1853
  - Cacia aequifasciata
  - Cacia albicollis
  - Cacia albofasciata
  - Cacia aspersa
  - Cacia elegans
  - Cacia imitator
  - Cacia interruptevittata
  - Cacia latefasciata
  - Cacia ligata
  - Cacia ligatoides
  - Cacia lumawigi
  - Cacia marionae
  - Cacia milagrosae
  - Cacia nigricollis
  - Cacia nigroabdominalis
  - Cacia ochraceomaculata
  - Cacia parelegans
  - Cacia parumpunctata
  - Cacia semiluctuosa
  - Cacia sexplagiata
  - Cacia shirupiti
  - Cacia vanikorensis
- Podrodzaj: Ipocregyes Breuning, 1939
  - Cacia albocancellata
  - Cacia albovariegata
  - Cacia andamanica
  - Cacia arisana
  - Cacia assamensis
  - Cacia basialboantennalis
  - Cacia basifasciata
  - Cacia batoensis
  - Cacia beccarii
  - Cacia binaluanica
  - Cacia bituberosa
  - Cacia bootanana
  - Cacia brunnea
  - Cacia butuana
  - Cacia cephaloides
  - Cacia cephalotes
  - Cacia colambugana
  - Cacia dohertyana
  - Cacia flavipennis
  - Cacia flavomarmorata
  - Cacia formosana
  - Cacia grisescens
  - Cacia hieroglyphica
  - Cacia imogenae
  - Cacia integricornis
  - Cacia katrinae
  - Cacia lacrimosa
  - Cacia lepesmei
  - Cacia malaccensis
  - Cacia manobo
  - Cacia monstrabilis
  - Cacia newmanni
  - Cacia nigrofasciata
  - Cacia nigrohumeralis
  - Cacia obliquelineata
  - Cacia obsessa
  - Cacia ochreosignata
  - Cacia paragrisescens
  - Cacia perahensis
  - Cacia postmediofasciata
  - Cacia ribbei
  - Cacia rosacea
  - Cacia scenica
  - Cacia semilactea
  - Cacia setulosa
  - Cacia sibuyana
  - Cacia spilota
  - Cacia subcephalotes
  - Cacia subfasciata
  - Cacia suturefasciata
  - Cacia suturevittata
  - Cacia transversefasciata
  - Cacia triangulifera
  - Cacia ulula
  - Cacia unda
  - Cacia vermiculata
  - Cacia watantakkuni
  - Cacia xenoceroides
  - Cacia yunnana
- Podrodzaj: Pericacias Breuning, 1939
  - Cacia cretifera
  - Cacia fasciolata
  - Cacia multirustica
- Podrodzaj: Pseudocacia (Pic, 1926)
  - Cacia tonkinensis
- Podrodzaj: Spinocacia Breuning, 1938
  - Cacia coomani
  - Cacia olivacea